# Hong Kong First Division League
Die Hong Kong First Division League  (chinesisch 香港甲組足球聯賽 / 香港甲组足球联赛) ist eine semi-professionelle und gleichzeitig die zweithöchste Fußball-Liga der Stadt Hongkong. Bis zur Einführung der Hong Kong Premier League im Jahr 2014 war sie die höchste Liga. Sie ist eine unabhängige Liga und steht in keinem Zusammenhang mit der Chinese Super League oder Jia League. Verantwortlich für die Liga ist der Fußballverband Hongkongs. Ausgetragen wird die Liga bereits seit 1908. Insgesamt holten seit 1908 29 Vereine den Pokal. Der Rekordmeister ist mit bisher 41 Titeln die South China AA. Amtierender Meister ist zum zweiten Mal der Hong Kong FC. (Stand 2018/19)

## Format
Ausgetragen wird die Liga mit 14 Mannschaften, in Hin- und Rückrunde, wobei alle Mannschaften gegeneinander antreten. Der Meister und der Gewinner des Hong Kong Senior Challenge Shield, dem ältesten Pokalwettbewerb Hongkongs, qualifizieren sich direkt für den AFC Cup. Die beiden Tabellenletzten steigen in die 2. Liga ab. 
Die Vereine besitzen keine eigenen Stadien, so dass für den Ligabetrieb die öffentlichen Stadien genutzt werden. Wenn zwei Vereine dasselbe Stadion als Heimspielstätte nutzen, wird beim Aufeinandertreffen die Einnahme der Eintrittsgelder geteilt.
Für jede Saison entscheidet der Verband aufs Neue, wie viele Ausländer pro Mannschaft registriert werden dürfen. Aktuell sind dies neun Spieler pro Mannschaft. Spieler aus China gelten hier ebenfalls als ausländischer Spieler.

## Vereine
In der Saison 2018/19 nehmen folgende Mannschaften am Spielbetrieb teil:
- Hong Kong Rangers FC
- Central & Western SA
- Citizen AA
- Double Flower FA
- Eastern District SA
- Happy Valley AA
- HKFC
- Metro Gallery FC
- Mutual FC
- Resources Capital FC
- Shatin SA
- South China AA FC
- Wing Yee FT
- Wong Tai Sin SA

Quelle: Hong Kong Football Association
AnmerkungAA – Athletic Association, FC – Football Club, FT – Football Team, SA – Sport Association